# Junost' komandirov
Junost' komandirov (Юность командиров) è un film del 1939 diretto da Vladimir Vajnštok.